# Diplostraca
Diplostracés
Ordre
Les  Diplostracés (Diplostraca) sont un ordre de Crustacés, de la classe des Branchiopodes.

## Description et caractéristiques
Ce sont généralement des crustacés de petite taille (1 à 2 mm), avec une carapace bivalve laissant la tête libre et des antennes biramées natatoires. La segmentation est indistincte. Les yeux sont fusionnés en un seul œil médian. La reproduction se fait par reproduction sexuée en période défavorable (hiver) et par parthénogenèse cyclique en période favorable (l'été).
De nombreuses espèces sont connues des biologistes et des aquariophiles sous le nom de « daphnies ». 

## Liste des sous-ordres
Selon World Register of Marine Species (10 novembre 2015) :
- sous-ordre Cladocera Latreille, 1829
  - infra-ordre Anomopoda Stebbing, 1902
    - famille Bosminidae Baird, 1845
    - famille Chydoridae Stebbing, 1902
    - famille Daphniidae Straus, 1820
    - famille Ilyocryptidae Smirnov, 1992
    - famille Macrothricidae Norman & Brady, 1867
    - famille Moinidae Goulden, 1968

  - infra-ordre Ctenopoda Sars, 1865
    - famille Holopediidae Sars, 1865
    - famille Sididae Baird, 1850

  - infra-ordre Haplopoda Sars, 1865
    - famille Leptodoridae Lilljeborg, 1861

  - infra-ordre Onychopoda Sars, 1865
    - famille Cercopagididae Mordukhai-Boltovskoi, 1968
    - famille Podonidae Mordukhai-Boltovskoi, 1968
    - famille Polyphemidae Baird, 1845
- sous-ordre Cyclestherida Sars, 1899
  - famille Cyclestheriidae Sars, 1899
- sous-ordre Laevicaudata Linder, 1945
  - famille Lynceidae Baird, 1845
- sous-ordre Spinicaudata Linder, 1945
  - famille Asmussiidae[3]
  - famille Cyzicidae Stebbing, 1910
  - famille Estheriellidae[3]
  - famille Ipsiloniidae[3]
  - famille Leaiidae[3]
  - famille Leptestheriidae Daday, 1923
  - famille Limnadiidae Baird, 1849
  - famille Pemphilimnadiopsidae[3]
  - famille Vertexiidae[3]

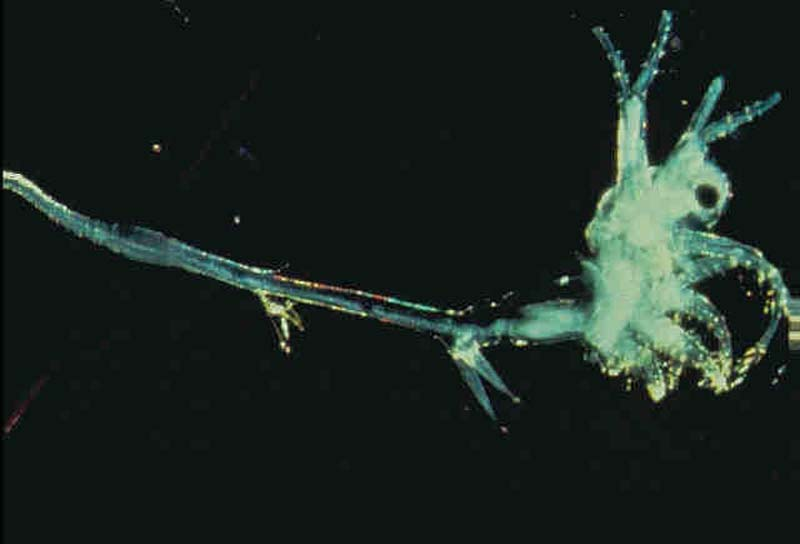
Bythotrephes cederstroemii
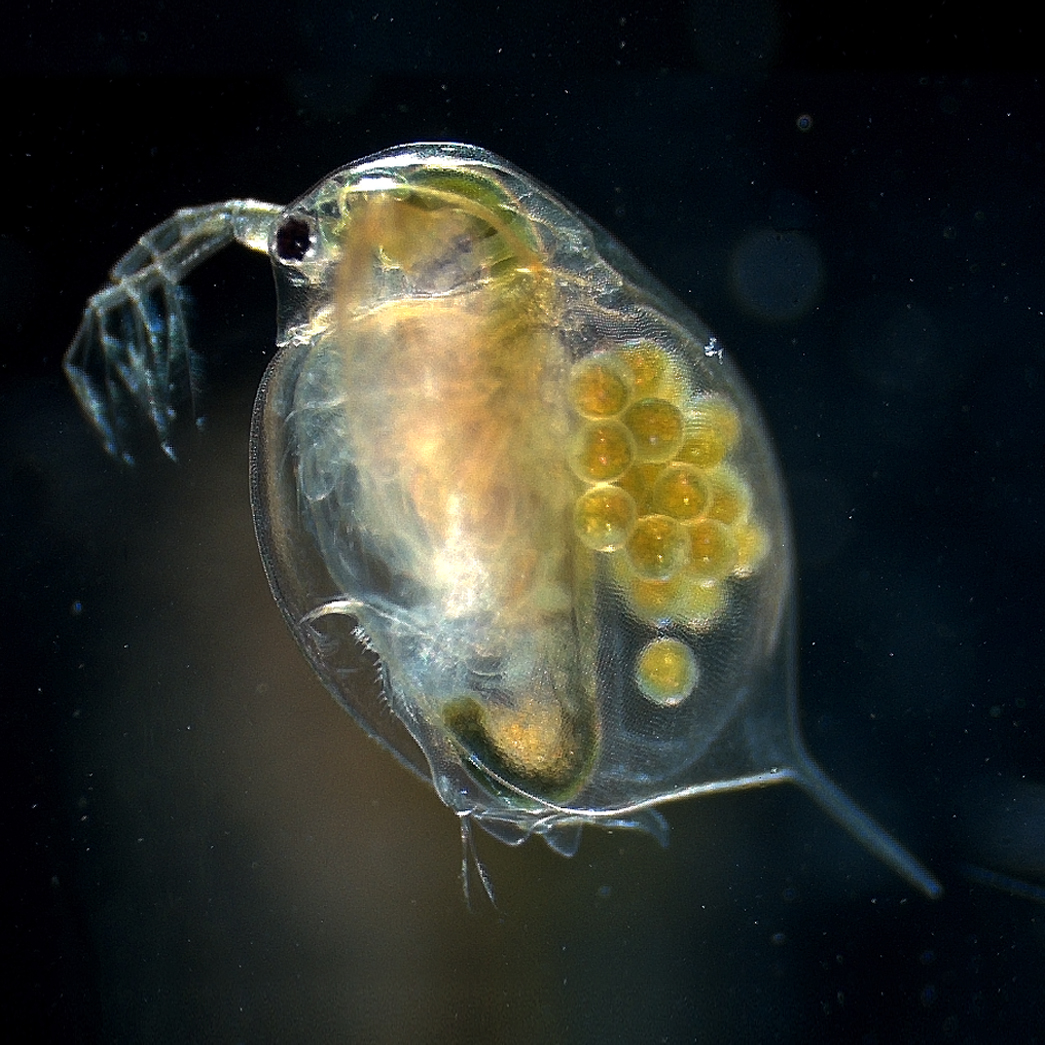
Daphnia magna
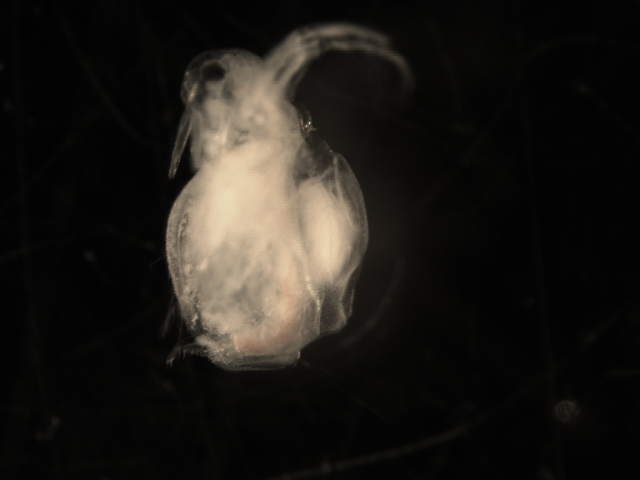
Moina sp.
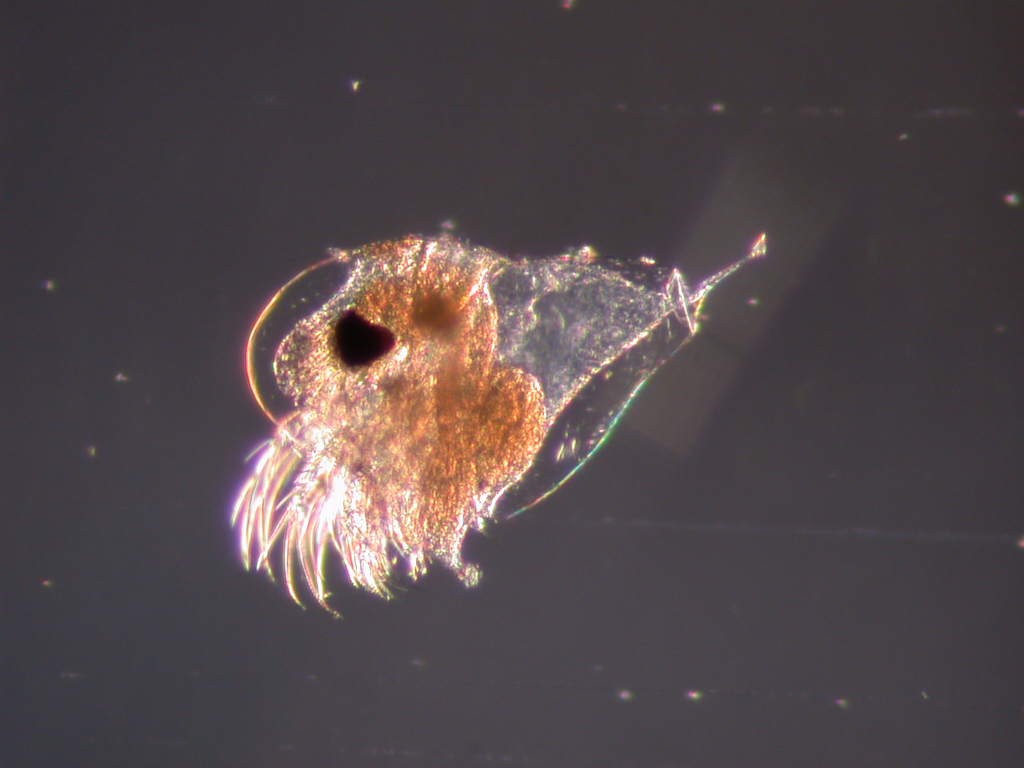
Evadne spinifera
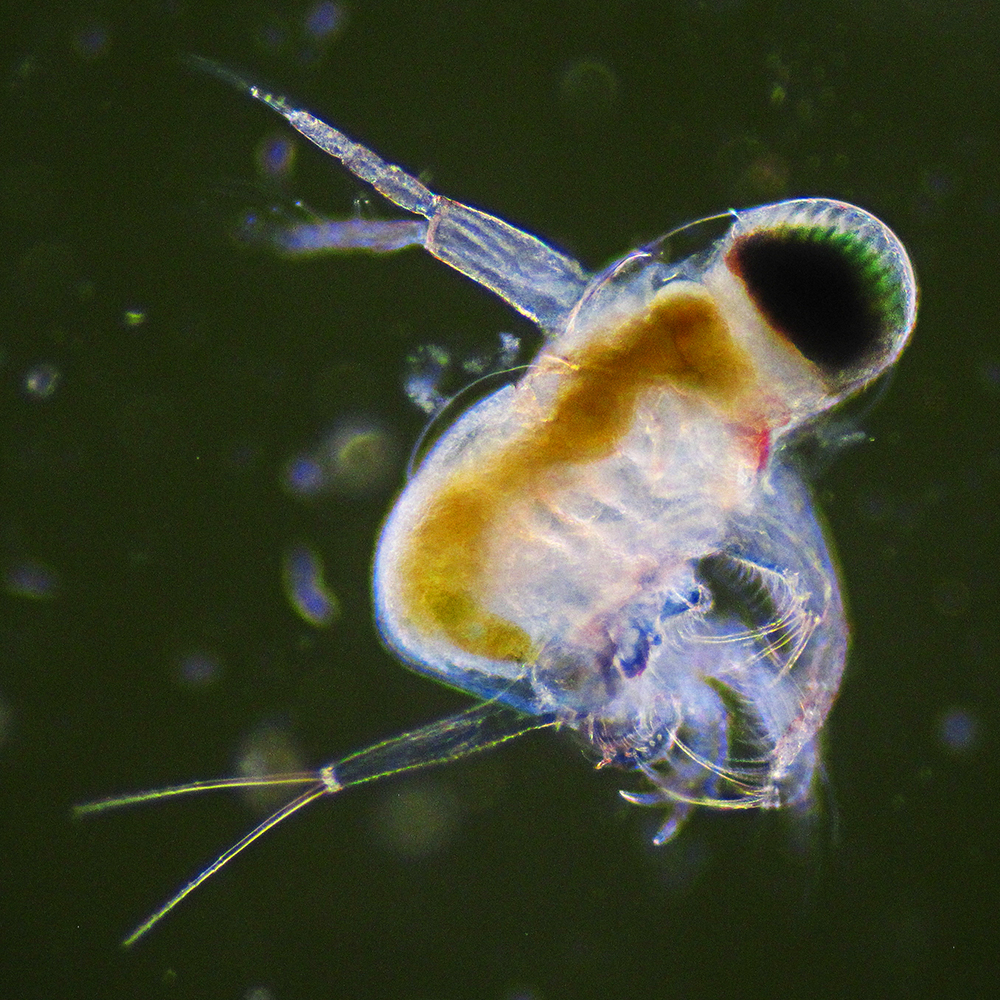
Polyphemus pediculus
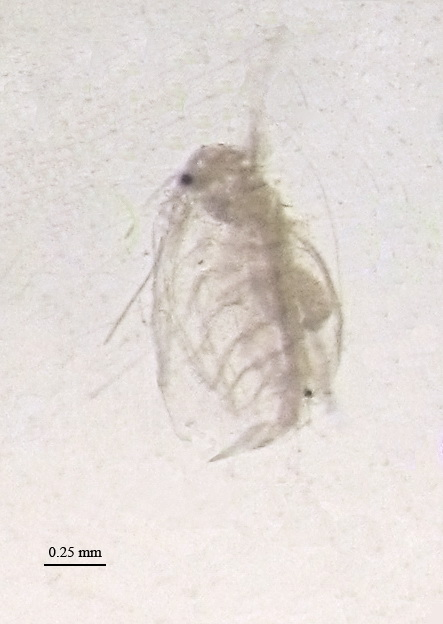
Penilia avirostris
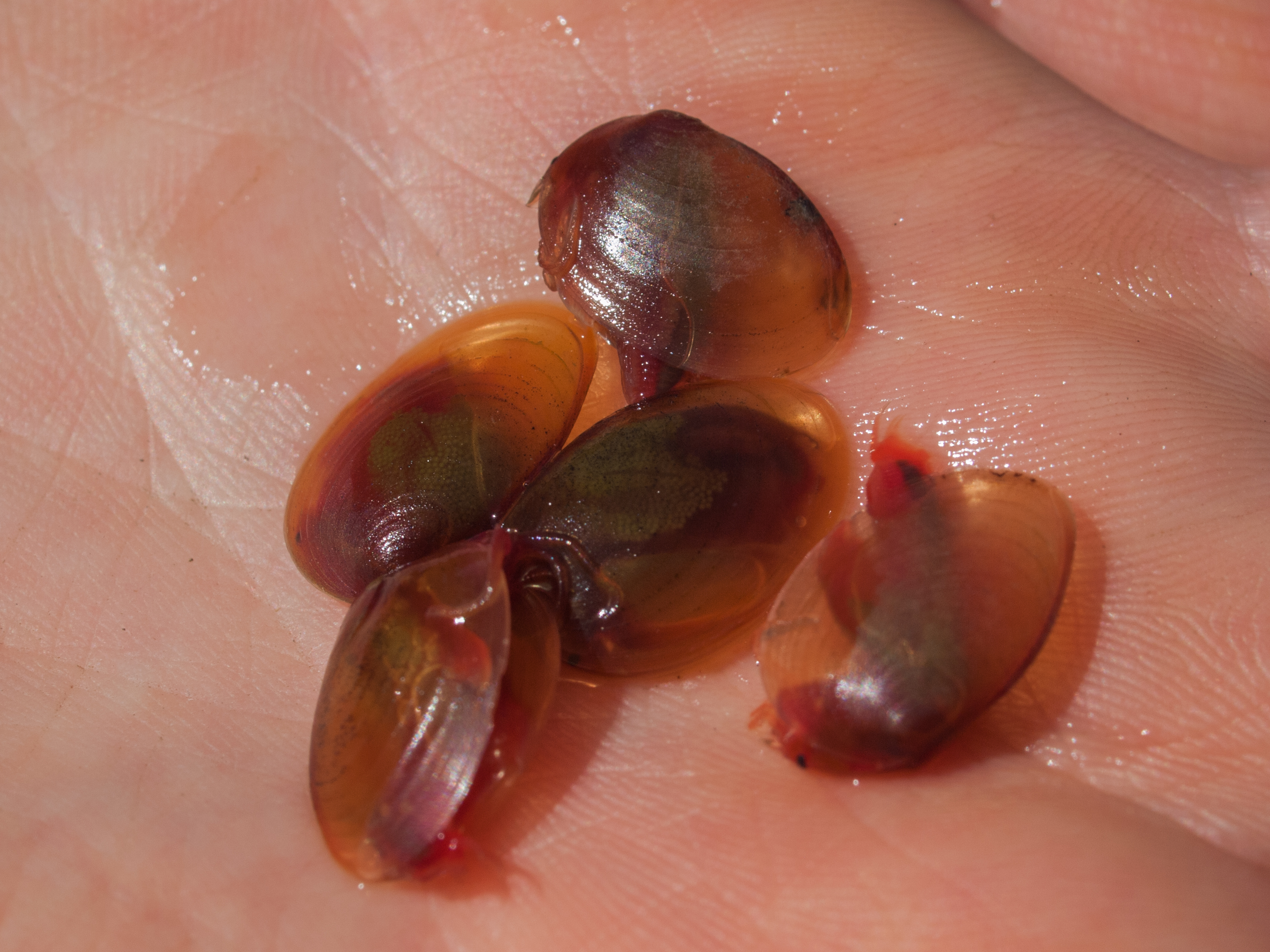
Cyzicus californicus